# SteelSeries
SteelSeries je dánská firma vyrábějící hardware se zaměřením na počítačové myši, klávesnice, podložky pod myši a sluchátka.

## Historie
SteelSeries byla založena v roce 2001 Jacobem Wolff-Petersenem.  Společnost se původně jmenovala Soft Trading, na SteelSeries se přejmenovala v roce 2007.  Soft Traing vyráběl IceMat a SteelPad – podložky pod počítačové myši. Právě ze SteelPad se poté odvodil název SteelSeries.
V roce 2008 SteelSeries odkoupil společnost Ideazon zabývající výrobou polohovacích herních zařízení. V roce 2012 získal SteelSeries investici od firem Catterton Partners a ClearVue. Výška investice nebyla zveřejněna.
V současné době má SteelSeries zastoupení v Severní Americe, Evropě a Asii. Firemní filozofie je reinvestování části zisku zpět do herního průmyslu pro podporu a urychlení růstu.

## Sponzorování týmů a hráčů
SteelSeries sponzoruje několik progamingových týmů a hráčů, například Major League Gaming a Natus Vincere.

## Partnerství
SteelSeries je partnerem Blizzard Entertainment, Electronic Arts, Gunnar Optiks a Valve Corporation.